# Rocourt (Vosges)
Rocourt és un municipi francès, situat al departament dels Vosges i a la regió del Gran Est. L'any 2007 tenia 24 habitants.

## Demografia

### Població
El 2007 la població de fet de Rocourt era de 24 persones. Hi havia 8 famílies, de les quals 4 eren parelles sense fills i 4 parelles amb fills.
La població ha evolucionat segons el següent gràfic:
Habitants censats

### Habitatges
El 2007 hi havia 14 habitatges, 9 eren l'habitatge principal de la família, 4 eren segones residències i 1 estava desocupat. Tots els 14 habitatges eren cases. Tots els 9 habitatges principals que hi havia estaven ocupats pels seus propietaris; 1 tenia una cambra, 1 en tenia quatre i 7 en tenien cinc o més. 4 habitatges disposaven pel capbaix d'una plaça de pàrquing. A 5 habitatges hi havia un automòbil i a 3 n'hi havia dos o més.

### Piràmide de població
La piràmide de població per edats i sexe el 2009 era:
| Homes | Edats   | Dones |
| ----- | ------- | ----- |
| 0     | 95 o +  | 0     |
| 0     | 90 a 94 | 0     |
| 0     | 85 a 89 | 4     |
| 0     | 80 a 84 | 0     |
| 0     | 75 a 79 | 4     |
| 0     | 70 a 74 | 0     |
| 0     | 65 a 69 | 0     |
| 4     | 60 a 64 | 4     |
| 0     | 55 a 59 | 0     |
| 0     | 50 a 54 | 0     |
| 0     | 45 a 49 | 0     |
| 0     | 40 a 44 | 0     |
| 0     | 35 a 39 | 0     |
| 0     | 30 a 34 | 0     |
| 0     | 25 a 29 | 0     |
| 0     | 20 a 24 | 0     |
| 0     | 15 a 19 | 0     |
| 0     | 10 a 14 | 0     |
| 0     | 5 a 9   | 0     |
| 0     | 0 a 4   | 0     |

## Economia
El 2007 la població en edat de treballar era de 12 persones, 8 eren actives i 4 eren inactives. Les 8 persones actives estaven ocupades(4 homes i 4 dones).. De les 4 persones inactives 1 estava jubilada, 1 estava estudiant i 2 estaven classificades com a «altres inactius».
Activitats econòmiques
L'únic establiment que hi havia el 2007 era d'una empresa alimentària.

## Poblacions més properes
El següent diagrama mostra les poblacions més properes.